# Bansko Peak
Bansko Peak är en bergstopp i Antarktis. Den ligger i Sydshetlandsöarna. Argentina, Chile och Storbritannien gör anspråk på området. Toppen på Bansko Peak är 1 meter över havet.
Terrängen runt Bansko Peak är kuperad. Havet är nära Bansko Peak österut. Trakten är glest befolkad. Närmaste befolkade plats är Maldonado Station, 18,7 kilometer norr om Bansko Peak. 